# Combustion chimique
Pour les articles homonymes, voir CLC.
La technique de combustion chimique, éventuellement prolongée en  boucle chimique (ou CLC : Chemical Looping Combustion en anglais) est une des méthodes envisagées pour tenter de récupérer le CO2 de la combustion (de ressources fossiles ou de biomasse) à des coûts qui pourraient selon ses promoteurs ne pas dépasser les 20 €/tonne de CO2 évitée[réf. nécessaire]. 

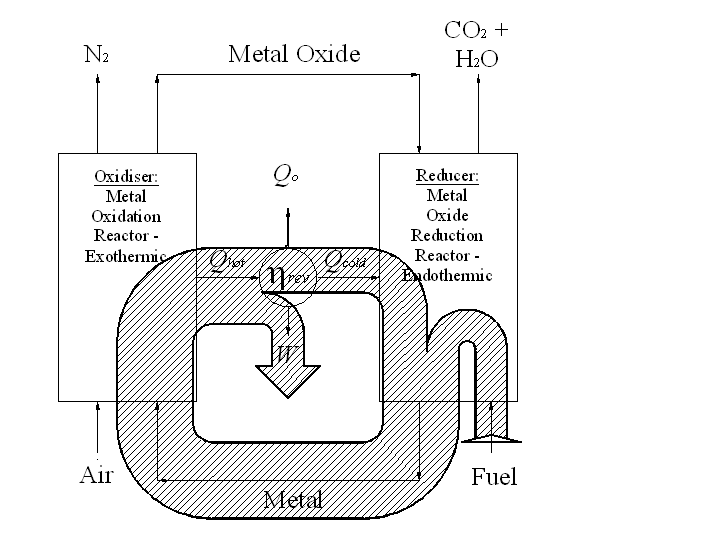
Schéma de principe

Cette méthode est notamment promue par l'EPIC IFP Energies Nouvelles.

## Intérêt
Cette technique pourrait selon ses promoteurs permettre de continuer à brûler des ressources fossiles, en associant aux centrales énergétiques des processus de séquestration du carbone (ou du dioxyde de carbone), afin de limiter la contribution de ce dernier à l'acidification des milieux et au dérèglement climatique.

## Principes
La combustion chimique de carburants peut par exemple se faire sur un lit fluidisé, éventuellement catalysé, l’oxygène n'y serait pas gazeux mais contenu dans des particules d'oxydes métalliques théoriquement réutilisables un certain nombre de fois en boucle chimique (chemical looping combustion). 
Les émissions seraient alors essentiellement constituée de CO2 et vapeur d'eau pouvant être séparées par condensation (avec possibilité de récupérer quelques calories), après quoi les particules de métal pourraient être rechargées en oxygène dans l'air sur un autre lit fluidisé, avec récupération de la chaleur dans les phases suivant la « combustion ».